# Sven Lagerlöf
Sven Schivedius Lagerlöf, född 1670 i Sunne, död 1731, var en svensk borgmästare och riksdagsman.
Lagerlöf tillhörde släkten Lagerlöf från Värmland samt gift med Brita Wester.
Lagerlöf var åren 1704–1723 borgmästare i Kristinehamns stad. Han deltog också vid riksdagarna 1710, 1713–1714 och 1719. Han var även medlem av sekreta utskottet.